# Samuel Umtiti
Samuel Yves Um Titi, mer känd som Samuel Umtiti, född 14 november 1993 i Yaoundé i Kamerun, är en fransk fotbollsspelare som spelar för Lille.
Umtiti spelar som back, och kan spela både som mittback och vänsterback.

## Klubbkarriär
Den 12 juli 2016 värvades Umtiti av Barcelona, där han skrev på ett femårskontrakt. Den 25 augusti 2022 lånades Umtiti ut till Lecce på ett låneavtal över säsongen 2022/2023.
Den 21 juli 2023 värvades Umtiti av Lille, där han skrev på ett tvåårskontrakt.

## Landslagskarriär
Umtiti gjorde landslagsdebut för Frankrike under EM 2016. Senare skulle han även spela finalen, där Portugal lyckades besegrade fransmännen med 1-0 efter förlängning. Han vann VM-guld med Frankrike i VM 2018.

## Meriter

### FC Barcelona
- La Liga: 2017/2018, 2018/2019
- Spanska cupen: 2016/2017, 2017/2018, 2020/2021
- Spanska supercupen: 2016, 2018

### Frankrike
- VM-Guld 2018